# Косута

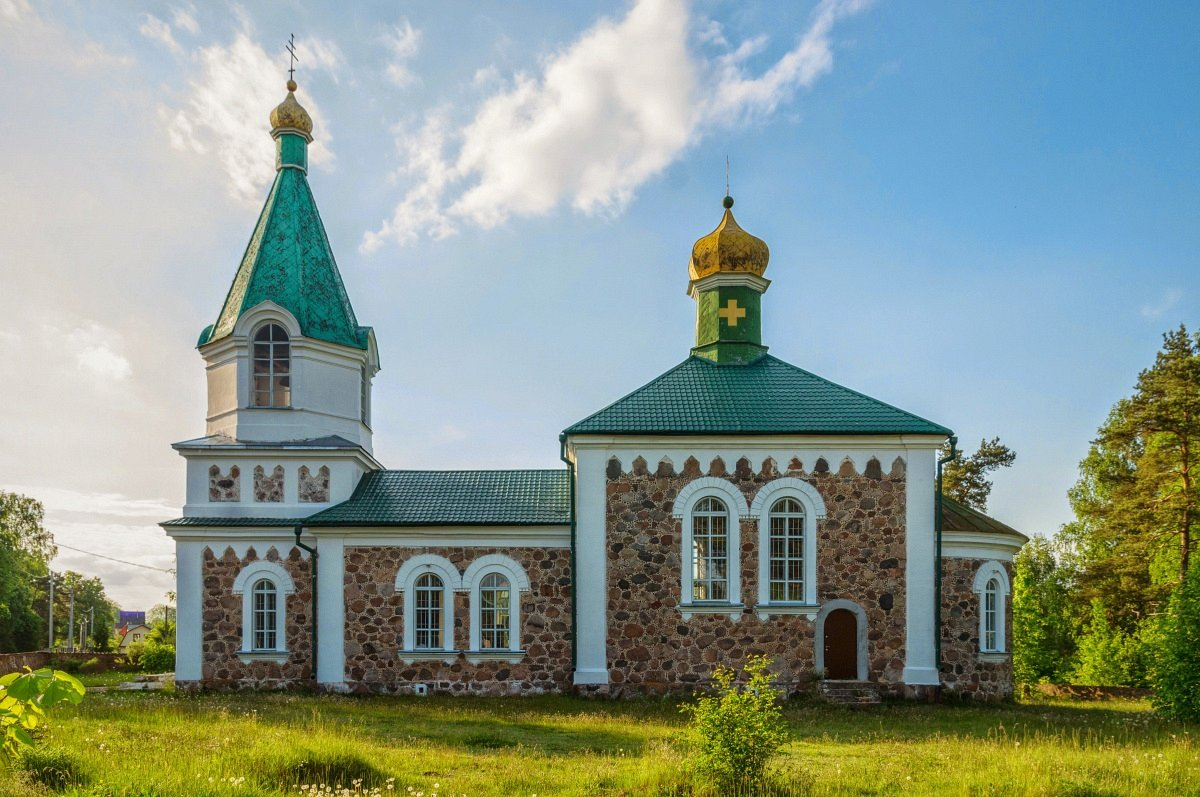
Православная церковь св. апостолов Петра и Павла

Косута (бел. Касута) — деревня в Вилейском районе Минской области Белоруссии, в составе Кривосельского сельсовета. Население 7 человек (2009).

## География
Деревня примыкает к южной оконечности центра сельсовета, агрогородка Кривое Село. Стоит на северном берегу Вилейского водохранилища в 10 км к северо-востоку от райцентра, города Вилейка.

## История
Первое письменное упоминание о деревне Косута датирована 1499 годом, в это время она была собственностью княжны Ядвиги Гольшанской. C 1518 года имением владел виленский каштелян Станислав Кезгайло и его сыновья. В начале XVII века владельцы имения из рода Сапег и владевший деревней после них Севастьян Святский построили грекокатолический (униатский) монастырь для монахов ордена базилиан. При монастыре существовала церковь и школа. Во время казацко-крестьянской войны 1648—1651 годов имение было разрушено, но после восстановлено. На протяжении XVIII—XIX веков многократно переходило от одного шляхетского рода к другому. В 1672 году в Косуте родился гетман Филипп Орлик.
С 1793 года после второго раздела Речи Посполитой Косута, как и вся Вилейщина, входили в состав Российской империи, был образован Вилейский уезд в составе сначала Минской губернии, а с 1843 года Виленской губернии.
В 1855 году имение Косута принадлежало предводителю дворянства Мечиславу Тукалло.
На стыке XVIII и XIX века в деревне выстроена православная часовня, сохранившаяся до наших дней. В 1868 году в Косуте выстроена каменная церковь св. апостолов Петра и Павла в русском стиле.
В 1973 году при наполнении водой Вилейского водохранилища большая часть Косуты была затоплена, после чего она превратилась в небольшую деревню, основное население которой составляют дачники.

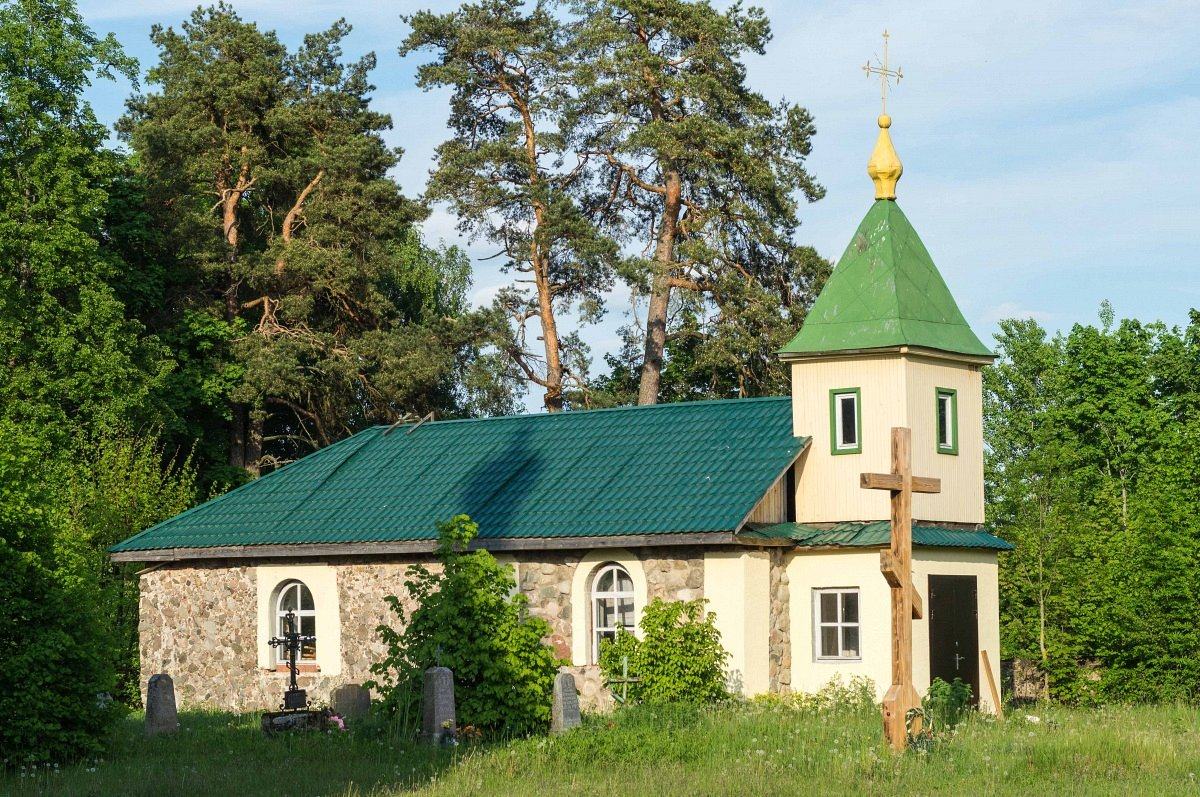
Часовня

## Достопримечательности
- Православная церковь св. апостолов Петра и Павла. Построена в 1868 году.
- Часовня (конец XVIII-начало XIX века)
- Мемориальный камень в честь Филиппа Орлика

И церковь и часовня включены в Государственный список историко-культурных ценностей Республики Беларусь. Церковь действующая, прихожанами являются не только немногочисленные жители Косуты, но и окрестных, более крупных деревень.